# Philippe Fournier (écrivain)
Pour les articles homonymes, voir Fournier et Philippe Fournier.
 (décembre 2007).
Philippe Fournier, né le 14 novembre 1958 à Paris, est un écrivain, scénariste et auteur dramatique français.  

## Biographie
Philippe Fournier a notamment travaillé pour la société AB Productions et d’autres maisons de productions pour la télé française. Il a publié son premier livre en 1977, Les Élucubrations, écrit en collaboration avec Philippe Pourxet. Puis à partir de 1994, il a publié des romans et des contes pour les adolescents et les enfants, en particulier à L'école des loisirs, éditeur français de livres de jeunesse et chez BleuEditions.
Dans ses livres, Philippe Fournier fait preuve d’un humour proche des maîtres anglo-saxons, des Monty Python par exemple, en particulier avec le livre Les moutons écossais ne cassent pas des briques.
À présent[Quand ?], il écrit pour le théâtre. Sa première pièce, Un été à New York : Spellbound script, raconte l’écriture du scénario de La Maison du docteur Edwardes d'Alfred Hitchcock. Fin 2006 a été jouée à Paris la pièce intitulée Les Subalternes, mise en scène par Lauren Alexandre-Lasseur, avec les comédiens Mathieu Barbier, Manuel Pires et Stéphane Aubin. En 2007, ce sont les pièces La Théorie des cordes et Superproduction qui seront montées sur scène.
Le style de Philippe Fournier est profondément marqué par Tom Stoppard et Harold Pinter, à la fois théâtre de la menace et du non-sens.
Le 13 mars 2007 a eu lieu la première de la pièce D'ailleurs c'est toujours les autres qui meurent au Théâtre des Quarts d'heure à Paris.